# Ornestation Mors
Ornestation Mors ApS er en dansk leverandør af ornesæd og staldudstyr til landbrugsvirksomheder i Danmark. Virksomheden har hovedkvarter ved landsbyen Redsted på Mors. I Danmark har de en markedsandel for ornesæd på ca. 40 %. De samarbejder med avlsselskaberne DanBred, Topigs Norsvin og Danish Genetics. Virksomheden blev grundlagt i 1974 af Martin Markussen og den ejes i dag af 3. generation af familien Markussen.